# 柳町 (越谷市)
柳町（やなぎちょう）は、埼玉県越谷市の町名。現行行政地名は柳町のみ。丁番を持たない単独町名である。住居表示実施地区。郵便番号は343-0812。

## 地理
埼玉県の南東部に属する越谷市の中心部に位置し、越谷駅の北東部の市街地の一部を形成している。当地の中央部を逆川が流れ、北東地区と南西地区に分断している。また北部から東部にかけての境界には元荒川が流れている。地内はほとんどが戸建ての住宅地である。

## 歴史
- 1966年（昭和41年）8月1日 - 大字越ヶ谷の一部から柳町が成立[6]。

## 世帯数と人口
2021年（令和3年）11月1日現在の世帯数と人口は以下の通りである。
| 町丁 | 世帯数  | 人口  |
| ---- | ------- | ----- |
| 柳町 | 211世帯 | 412人 |

## 小・中学校の学区
市立小・中学校に通う場合、学区（校区）は以下の通りとなる。
| 番地 | 小学校               | 中学校             |
| ---- | -------------------- | ------------------ |
| 全域 | 越谷市立越ヶ谷小学校 | 越谷市立中央中学校 |

## 交通
地内に鉄道は敷設されていない。

### 道路
地内に国道、および主要地方道・一般県道は通っていない。
- 青葉通り
- 藤だな通り
- 久伊豆通り

## 施設
地内はほぼ住宅地で占められ、河川区域の広場や、地区東部の公民館横に無名の公園があり、また逆川（葛西用水路）と元荒川が平行に流れる上流地点（西用水中土手）には、ボートの艇庫がある。
- 柳町公民館[8]
- ボート艇庫(埼玉県立越ヶ谷高等学校・ボート部が運用管理[9])
- モンクール.保育園（越谷東口園）
- 新宮前橋（元荒川に架橋）（当町と対岸の東越谷五丁目を結んでいる）[10]
- 新橋（逆川に架橋）（当町の北東地区と南西地区を結んでいる）[10]
- 柳橋（逆川に架橋）（同上）[10]